# Георг фон Гунделфинген
Георг фон Гунделфинген (на немски: Georg Freiherr von Gundelfingen; † 20 май 1489) е фрайхер на Гунделфинген на Дунав.

## Произход
Фамилията Гунделфинген е голяма швабска благородническа фамилия. Той е син на Вилхелм фон Гунделфинген († 1459) и съпругата му Магдалена фон Лупфен († 1482). Внук е на рицар Стефан II фон Гунделфинген, наричан фон Дернек, Хоенгунделфинген-Нойфра († 1428) и Анна Валдбург († 1429), вдовица на граф Хайнрих II фон Монфор-Тетнанг († сл. 1394), дъщеря на Йохан II фон Валдбург († 1424).
През 1408 г. баба му Анна фон Валдбург, заедно с нейните деца, е издигната от крал Рупрехт в съсловието на фрайхерен.

## Фамилия
Георг фон Гунделфинген се жени за Валпурга фон Кирхберг († 25 януари 1495), дъщеря на граф Филип фон Кирхберг († 1510) и Елизабет фон Шаунберг († 1491). Те имат шест деца:
- Барбара († 15 май 1523)
- Стефан († 14 февруари 1507)
- Швайкхардт (* 1476; † 26 декември 1546), женен за Елизабет фон Монфор († 30 май 1560); има 6 сина
- Катарина († 6 ноември 1524), омъжена I. за фрайхер Лудвиг фон Брандис († 6 февруари 1504); II. пр. 2 февруари 1511 г. за Йохан V фон Верденберг († юли 1522)
- Ханс († пр. 20 август 1489)
- Йорг († пр. 20 август 1489)

Георг фон Гунделфинген има от друга връзка (пр. 25 септември 1471) един син:
- Вилхелм Гунделфингер († сл. 1541)

Валпурга фон Кирхберг се омъжва втори път 1490 г. за трушсес Якоб II фон Валдбург († 11 февруари 1505), син на Йохан I Стари фон Валдбург-Траухбург (1438 – 1504) и Анна фон Йотинген (1450 – 1517).